# Pau Franch Franch
Pau Franch Franch (nascut el 25 de juliol de 1988 a Betxí, la Plana Baixa, País Valencià) és un futbolista professional valencià que juga com a davanter.